# Горячевський Олександр Олександрович
Олекса́ндр Олекса́ндрович Горячевський (нар. 24 травня 1979 — пом. 19 серпня 2014) — рядовий батальйону патрульної служби міліції особливого призначення «Шахтарськ», учасник російсько-української війни.

## Життєпис
Народився 1979 року в місті Полтава. Мама працювала лікарем, тато — інженером; раніше викладав у Полтавському будівельному інституті. В 1994 році закінчив полтавську ЗОШ № 25, здобув освіту інженера-теплотехніка в Полтавському будівельному інститут, працював за фахом на Полтавському тепловозоремонтному заводі. Займався ремонтом теплотрас, прокладанням мереж.
З 2010 року проживав у м. Кременчуці, працював на Крюківському вагонобудівному заводі.
Під час Євромайдану познайомився із представниками кременчуцького осередку «Правого сектору» і з ними туди їздив.
В часі війни — доброволець. Строкову службу не проходив через слабке здоров'я. Під час війни — доброволець, рядовий, батальйон патрульної служби міліції особливого призначення «Шахтарськ». В червні побував удома у відпустці. Останній раз телефонував 9 серпня. 13 серпня підрозділ перевели під Іловайськ.
Загинув 19 серпня 2014 року в боях за Іловайськ від осколків гранати під час спроби вивести групу бійців з оточення. Набоїв після зайняття залізничного вокзалу не підвезли, командування віддало наказ відходити. Відходили соняшниками з пораненими, залягли, викликали БТР. Олександр, не ховаючись, безперервно влучно стріляв з ручного граномета по позиціях терористів, чим зберіг життя українських вояків, були поруч з ним та у БМП. Загинув в результаті розриву гранати ворожого гранатометного пострілу. Тоді ж полягли старший сержант Курочка Анатолій Михайлович та рядовий міліції Москаленко Володимир Васильович.
Коли Олександра заносили в БТР, він був іще живий, помер від важких поранень.
Похований у м. Полтава 22 серпня 2014 року, Центральне кладовище, Алея Слави.
Без сина лишилась мама Тетяна Миколаївна, сестра Ганна.

## Нагороди та вшанування
- В 2021 році був нагороджений орденом «За мужність» III ступеня (посмертно)[1].
- У червні 2016 року, Полтавський міськвиконком ухвалив рішення встановити в ЗОШ № 25 меморіальну дошку Олександру Горячевському. Відкриття і освячення дошки відбулося 19 жовтня 2017 року.
- Вшановується 19 серпня на щоденному ранковому церемоніалі вшанування українських захисників, які загинули цього дня у різні роки внаслідок російської збройної агресії[2]
- Його портрет розміщений на меморіалі «Стіна пам'яті полеглих за Україну» у Києві: секція 3, ряд 2, місце 11.
- Іловайський Хрест (посмертно)
- Занесений до Книги Пошани Полтавської обласної ради (посмертно)[3]